# Francesco Apolloni
Francesco Apolloni nació en Roma, Italia, en 1970, es un escenógrafo, director y actor italiano. 

## Biografía
En 1990/1991 frecuenta la Accademia Nazionale d'Arte Drammatica Silvio D'Amico. Sus comienzos son como asistente de dirección junto a Franco Giraldi en Una vita in gioco, se trataba de una miniserie de televisión de 1991, también trabajó con Gianni Amelio en la película Il ladro di bambini de (1992); así mismo colaboró con Raffaele La Capria y Paolo Virzì en la escenografía de la película Una questiona privata de (1991). Sucesivamente alterna su dedicación de director y escenógrafo con la actuación. En 2001 dirige su primera película La verità vi prego sull'amore, de la cual también es escenógrafo y actor.

## Filmografía

### Director
- 1998 - Leonard Street - Cortometraje vencedor de dos Sacher de Oro en el  Sacher Festival.
- 2001 - La verità vi prego sull'amore - ganadora de dos premios como mejor ópera prima: Vieste Film Festival - Festival Storie di cinema 2001.
- 2001 - Fate come noi -  Premio de la Presidencia del Consejo en el  Festival de Cine de Giffoni 2002.
- 2003 - Essi... stì fessi! - Cortometraje ganador en el  Festival de Cine de Giffoni 2003.

### Escenógrafo
- 2001 - La verità vi prego sull'amore

### Actor
- 1993 - Il tuffo, dirigida por Massimo Martella.
- 1995 - La caccia, il cacciatore, la preda, dirigida por Andrea Marzani.
- 1998 - Laura non c'è, dirigida por Antonio Bonifacio.
- 1998 - Leonard Street, dirección de Francesco Apolloni - Cortometraje
- 1999 - Pazzo d'amore, dirigida por Luciano Caldore y Mariano Laurenti.
- 1999 - Turbo, dirigida por Antonio Bonifacio - Miniserie de televisión.
- 1999 - Una vita non violenta, dirigida por David Emmer.
- 2000 - Estate romana, dirigida por Matteo Garrone.
- 2001 - Un altro anno e poi cresco, dirigida por Federico Di Cicilia.
- 2001 - La verità vi prego sull'amore, dirigida por Francesco Apolloni.
- 2007 - Rino Gaetano - Ma il cielo è sempre più blu, dirigida por Marco Turco - Miniserie de televisión.
- 2008 - Altromondo, escenografía y dirección de Fabio Massimo Lozzi.
- 2008 - Scusa ma ti chiamo amore, dirigida por Federico Moccia.
- 2014 - Todo es culpa de Freud, dirigida por Paolo Genovese.